# Salix capusii
Salix capusii es una especie de sauce perteneciente a la familia de las salicáceas. Es nativa de Asia.

## Descripción
Es un árbol que alcanza un tamaño de 4-8 m de altura, cubierto de ramas con flores blancas. Estípulas diminutas o ausentes. Pecíolo de 1-4 mm de largo. La lámina de 1.5 a 6.5 cm x 2.5-9 mm, lanceoladas a oblanceoladas, glabras a pilosas, el margen serrulado,  mucronada. Con amentos que aparecen después de las hojas. El amento masculino de 15-40 x 4-6 mm. y el femenino de 10-40 x 80-10 mm, los ejes densamente peludos. El fruto es una cápsula de 3.5-5 mm de largo, ovada-lanceoladas, glabras o pilosas.

## Distribución
Se encuentra en Pakistán (Chitral, valle de Kurram, Gilgit), Cachemira, a una altitud de 1500-3500 metros, Afganistán, Tayikistán, China (Xinjiang).

## Taxonomía
Salix capusii fue descrita por Adrien René Franchet y publicado en Annales des Sciences Naturelles; Botanique, sér. 6, 18: 251, en el año 1884.
Etimología
Salix: nombre genérico latino para el sauce, sus ramas y madera.
capusii: epíteto
Sinonimia
- Salix coerulea E.L.Wolf
- Salix coeruleiformis Drobow
- Salix niedzwieckii Goerz[4]